# Fred Rains
Pour les articles homonymes, voir Rains.
Fred Rains, de son nom entier Frederick William Rains (Londres, 31 janvier 1860 - Londres, 3 décembre 1945), est un acteur britannique.

## Biographie
Fred Rains est un pionnier du 7e Art, il commence sa carrière au cinéma en 1910. Il communique sa passion à son fils, Claude Rains.